# Wolfgang Hertinger
Wolfgang Hertinger (* 1950 in Bobenheim) war vom 1. Juli 2009 bis Februar 2015 Präsident des Landeskriminalamts Rheinland-Pfalz in Mainz. Er folgte auf Hans-Heinrich Preußinger in diesem Amt und ist Vorgänger von Johannes Kunz.

## Werdegang
Hertinger wuchs in Mainz auf. Nach dem Abitur im Jahr 1969 trat er in die Polizei Rheinland-Pfalz ein. Nach der Ausbildung wurde Hertinger in der Bereitschaftspolizei und der Schutzpolizei beim Polizeipräsidium Mainz eingesetzt. Danach wechselte Hertinger zur Kriminalpolizei, wo er verschiedenen Funktionen wahrnahm. 1982 folgte der Aufstieg in den höheren Polizeidienst an der Polizei-Führungsakademie in Münster-Hiltrup. Nach der Ausbildung wurde er im Landeskriminalamt Mainz für Grundsatzfragen eingesetzt, bevor er Leiter der Kriminalpolizei der damaligen Polizeidirektion Worms wurde. 1987 wechselte er ins Innenministerium. Er leitete dort das Referat Verbrechensbekämpfung/Leitstelle Kriminalprävention, bevor er zum Präsidenten des Landeskriminalamtes ernannt wurde.